# 棒距根節蘭
棒距根節蘭（学名：Calanthe clavata）为蘭科節蘭屬下的一个种。

## 扩展阅读
- 維基物種上的相關：棒距根節蘭